# Personaggi di Transformers (serie animata)

Goldbug (Bumblebee rigenerato) nella terza serie della G1

La seguente pagina elenca tutti i personaggi presenti nella serie animata Transformers.

## Autobot Prima stagione
| Autorobot (nome italiano) | Autobot (nome americano) | Cybertron (nome giapponese) | Trasformazione                                     | Voce originale   | Voce italiana storica | Voce italiana DVD                                                                              | Voce italiana edizione 40º anniversario | Note |
| Commander                 | Optimus Prime            | Convoy                      | Autoarticolato Freightliner FLT 86 COE Doppio asse | Peter Cullen     | Diego Reggente (Ep.01-43), Piero Tiberi (Ep.23, 39, 44, 50, 57), Angelo Nicotra (Ep.45-93), Giancarlo Padoan (The Movie), Sergio Troiano (Headmasters) | Diego Reggente (Stagione 1 e 2), Mauro Cipriani (Stagione 3 e 4), Pierluigi Astore (The Movie) | Massimo Lodolo                          | Capo indiscusso degli Autobot - Appare nel Film Live action. Dopo la sua morte venne rianimato come zombi dai quintessenziani, ma il loro potere fu annullato dalla matrice. Successivamente sarà riattivato.                                                                  |
| Saetta                    | Wheeljack                | Wheeljack                   | Lancia Stratos Turbo HF "Alitalia"                 | Chris Latta      | Giorgio Locuratolo (Stagione 2) | Alberto Bognanni (Stagione 1 e 2)                                                              | Stefano Alessandroni                    | Inventore ufficiale degli autobot. Appare nel terzo Live Action "Transformers 3 - Il lato oscuro della Luna" dove viene giustiziato e distrutto nella battaglia. |
| Gancio                    | Grapple                  | Grapple                     | Autogrù Mitsubishi fuso                            | Peter Renaday    | |                                                                                                |                                         | |
| Tigre                     | Jazz                     | Meister                     | Porsche 935 Turbo                                  | Scatman Crothers | Giorgio Locuratolo (Stagione 2) | Federico Di Pofi (Stagione 1 e 2)                                                              | Lorenzo Scattorin                       | Appare nel Film live action |
| Falco                     | Ironhide                 | Ironhide                    | minivan Nissan Vanette                             | Peter Cullen     | Gabriele Carrara (Serie TV), Francesco Bulckaen (The Movie)                                                                                            | Pierluigi Astore (Serie TV), Mario Bombardieri (The Movie)                                     | Luca Semeraro                           | Appare nel Film live action |
| Doc                       | Ratchet                  | Ratchet                     | Ambulanza minivan Nissan Vanette                   | Don Messick      | | Emiliano Reggente (Stagione 1 e 2)                                                             | Guido Sagliocca                         | Appare nel Film live action |
| Maggiolino                | Bumblebee                | Bumble                      | Volkswagen Maggiolino                              | Dan Gilvezan     | Sandro Sardone (Ep.44-65) | Germano Basile (Stagione 1 e 2) e (The Movie)                                                  | Francesco Venditti                      | Appare nel Film live action |
| Ariete                    | Bluestreak               | Streak                      | Nissan Fairlady 280ZX                              | Casey Kasem      | |                                                                                                | Stefano Macchi                          | |
| Cammello                  | Brawn                    | Gong                        | Land Rover Serie II                                | Corey Burton     | | Giorgio Locuratolo (Stagione 1 e 2)                                                            |                                         | |
| Canguro                   | Hound                    | Hound                       | Jeep militare Mitsubishi J59                       | Ken Sansom       | | Vladimiro Conti (Serie TV)                                                                     | Gianluca Tusco                          | Appare nel quarto Live Action "Transformers 4 - L'era dell'estinzione" e nel quinto "Transformers 5 - L'ultimo cavaliere" |
| Lince                     | Sunstreaker              | Sunstreaker                 | Lamborghini Countach Lp500s                        | Corey Burton     | | Sergio Luzi (Stagione 1 e 2)                                                                   |                                         | |
| Freccia                   | Sideswipe                | Lambor                      | Lamborghini Countach Lp500s                        | Michael Bell     | Angelo Nicotra (Ep. 64) |                                                                                                |                                         | Appare nel secondo Live Action "Transformers 2 - La vendetta del Caduto" e ancora nel terzo "Transformers 3 - Il lato oscuro della Luna" |
| Mistero                   | Mirage                   | Ligier                      | Ligier JS11 (auto F1)                              | Frank Welker     | |                                                                                                |                                         | Appare nel terzo Live Action "Transformers 3 - Il lato oscuro della Luna" |
| Pantera                   | Prowl                    | Prowl                       | Auto della polizia Nissan Fairlady 280ZX           | Michael Bell     | |                                                                                                | Giuliano Bonetto                        | |
| Tuono                     | Trailbreaker             | Trailbreaker                | Toyota 4WD Hilux                                   | Frank Welker     | | Toni Orlandi (Stagione 1 e 2)                                                                  | Raffaele Palmieri                       | |
| Lampo                     | Windcharger              | Charger                     | Pontiac Firebird                                   | John Stephenson  | |                                                                                                |                                         | |
| Turbo                     | Huffer                   | Drag                        | Truck minidiesel                                   | John Stephenson  | |                                                                                                | Massimo Corizza                         | |
| Grillo                    | Cliffjumper              | Cliff                       | Porsche 924                                        | Casey Kasem      | |                                                                                                | Stefano Onofri                          | Compare nel prequel/spin-off Bumblebee (2018), come primo luogotenente degli Autobots, su Titano, luna di Saturno, dove viene brutalmente torturato e ucciso dalle due spie Decepticons, Shatter e Dropkick, poiché si rifiuta di rivelare dove si sia nascosto Optimus Prime. |
| Mulo                      | Gears                    | Gears                       | Pickup Cobra Flight 4wD                            | Don Messick      | |                                                                                                | Francesco De Santis                     | |
| Aquila                    | Skyfire                  | Jetfire                     | Astronave                                          | Gregg Berger     | Gabriele Carrara |                                                                                                |                                         | Astronave in cui la meccanica della trasformazione è abbastanza analoga a quella dei caccia Valkyrie di Macross. Appare nel secondo Live Action Transformers - La vendetta del Caduto                                                                                          |
| Tiran                     | Grimlock                 | Grimlock                    | Tirannosauro                                       | Gregg Berger     | | Santo Verduci (Stagione 3 e 4)                                                                 |                                         | Capo dei Dinorobot (Dinobots in americano). Appare nel quarto Live Action Transformers 4 - L'era dell'estinzione |
| Tricex                    | Slag                     | Slag                        | Triceratopo                                        | Neil Ross        | |                                                                                                |                                         | Membro dei Dinorobot. Appare nel quarto Live Action Transformers 4 - L'era dell'estinzione |
| Bronto                    | Sludge                   | Sludge                      | Brontosauro                                        | Frank Welker     | |                                                                                                |                                         | Membro dei Dinorobot |
| Stego                     | Snarl                    | Snarl                       | Stegosauro                                         | Hal Rayle        | |                                                                                                |                                         | Membro dei Dinorobot, viene creato insieme a Reptilo (Swoop) da Saetta (Wheeljack) in un secondo momento rispetto a Tiran, Tricex e Bronto, nell'episodio n.10 "La guerra dei Dinobots" (o "Il meteorite" nella prima uscita storica).                                         |
| Reptilo                   | Swoop                    | Swarp                       | Pteranodonte                                       | Michael Bell     | | Toni Orlandi (The Movie)                                                                       |                                         | Membro dei Dinorobot.Appare nel quarto live-action Transformers 4 - L'era dell'estinzione. |
| Roller                    | Roller                   | Roller                      | Droide motorizzato                                 |                  | |                                                                                                |                                         | Incapace di trasformarsi, risiede all'interno del rimorchio di Commander |

## Decepticon Prima stagione
| Distructor (nome italiano) | Decepticon (nome americano) | Destron (nome giapponese) | Trasformazione                                        | Voce originale                           | Voce italiana storica                                                                              | Voce italiana DVD                                                                   | Voce italiana edizione 40º anniversario | Note |
| Megatron                   | Megatron                    | Megatron                  | Pistola Walther P38                                   | Frank Welker                             | Gino Donato (Ep.01-43), Mario Milita (Ep.23, 39, 44-65)                                            | Marco Mori (Stagione 1 e 2), Romano Malaspina (The Movie)                           | Pierluigi Astore                        | Capo (discusso da Astrum) dei Decepticon - Appare nel Film live action |
| Astrum                     | Starscream                  | Starscream                | F-15 Eagle                                            | Chris Latta                              | Claudio De Davide (Ep.01-43), Leo Valeriano (Ep.23, 39, 44-79), Massimo Corizza (Ep.81, The Movie) | Alberto Bognanni (Stagione 1 e 2), Mirko Rizzi (Stagione 3), Marco Mori (The Movie) | Raffaele Palmieri                       | rosso, azzurro e grigio Appare nel Film live action, e nella serie "Beast Wars", doppiato col nome "Scintillor"                                                                          |
| Corvo                      | Skywarp                     | Skywarp                   | F-15 Eagle                                            | Frank Welker                             | |                                                                                     | Dimitri Winter                          | nero, viola e grigio |
| Vampiro                    | Thundercracker              | Thundercracker            | F-15 Eagle                                            | John Stephenson                          | |                                                                                     | Massimo Aresu                           | blu e grigio |
| Memor                      | Soundwave                   | Soundwave                 | Radio-Registratore stereo portatile                   | Frank Welker, Hal Rayle (Stagione 2 e 4) | Giovanni Petrucci (Ep. 01-43), Gabriele Carrara (Ep.44-95)                                         | Toni Orlandi (The Movie), Santo Verduci (Stagione 3 e 4)                            | Giorgio Bassanelli Bisbal               | Appare nel secondo Live Action "Transformers 2 - La vendetta del Caduto", sotto forma di Satellite, e nel terzo "Transformers 3 - Il lato oscuro della Luna", come Mercedes-Benz SLS-AMG |
| Brutal                     | Shockwave                   | Laserwave                 | Pistola Laser Cybertroniana                           | Corey Burton                             | Claudio trionfi (1° voce), Sandro Sardone (Ep.53), Angelo Nicotra (Ep.56-65)                       | Vladimiro Conti (Serie TV)                                                          | Massimo Aresu                           | Appare nel terzo Live Action Transformers 3 |
| Tartar                     | Frenzy                      | Fenzy                     | Cassetta                                              | Frank Welker                             | Vittorio Guerrieri (Ep.01)                                                                         | Vittorio Stagni (The Movie)                                                         | Gianluca Izzo                           | Il più feroce dei due gemelli "cassetta", specializzato in demolizioni. Per Tartar la guerra è l'unica ragione di vita. In alcuni episodi della prima stagione viene chiamato Scarlet.   |
| Tremot                     | Rumble                      | Rumble                    | Cassetta                                              | Frank Welker                             | |                                                                                     |                                         | A parte i colori rosso/nero anziché blu/viola, è uguale a Frenzy. Appare nel film live action sotto forma di radio-registratore stereo portatile.                                        |
| Iena                       | Ravage                      | Jaguar                    | Cassetta                                              | Frank Welker                             | |                                                                                     |                                         | Ha le sembianze di un grande felino robot. Appare nel secondo Live Action Transformers - La vendetta del Caduto, e nella serie "Beast Wars", doppiato in italiano "Ursus"                |
| Gufo                       | Laserbeak                   | Condor                    | Cassetta                                              | Chris Latta                              | |                                                                                     |                                         | Ha le sembianze di un rapace robot; a parte il colore rosso, è identico a Micro. Appare nel terzo Live Action                                                                            |
| Reflector                  | Reflector                   | Reflector                 | Macchina fotografica                                  | Chris Latta                              | |                                                                                     |                                         | È l'unico transformers la cui forma robotica è composta da 3 automi: Viewfinder, Spectro e Spyglass                                                                                      |
| Rantrox                    | Shrapnel                    | Shrapnel                  | Cervo volante                                         | Hal Rayle                                | | Gabriele Lopez (The Movie)                                                          |                                         | Membro degli Insecticons |
| Prudox                     | Bombshell                   | Bombshell                 | Scarabeo rinoceronte                                  | Michael Bell                             | | Gianluca Crisafi (Stagioni 1 e 2)                                                   |                                         | Membro degli Insecticons |
| Atrox                      | Kickback                    | Kickback                  | Cavalletta                                            | Clive Revill                             | | Gianluca Crisafi (The Movie)                                                        |                                         | Membro degli Insecticons |
| Ringhio                    | Scrapper                    | Scrapper                  | Ruspa o pala caricatrice gommata                      | Michael Bell                             | Ermanno Ribaudo (1° voce)                                                                          | Marco Mori (The Movie)                                                              |                                         | Membro dei Constructicon e gamba destra di Devastator. Appare nel secondo Live Action Transformers - La vendetta del Caduto                                                              |
| Scudo                      | Bonecrusher                 | Bonecrusher               | Bulldozer livellante cingolato                        | Neil Ross                                | |                                                                                     |                                         | Membro dei Constructicon e braccio sinistro di Devastator. Appare nel secondo Live Action Transformers - La vendetta del Caduto                                                          |
| Braccio                    | Scavenger                   | Scavenger                 | Escavatore con braccio/gru a benna rovescia cingolato | Don Messick                              | |                                                                                     |                                         | Membro dei Constructicon e braccio destro di Devastator. Appare nel secondo Live Action Transformers - La vendetta del Caduto                                                            |
| Rollo                      | Mixmaster                   | Mixmaster                 | Betoniera ambulante gommata                           | Frank Welker                             | |                                                                                     |                                         | Membro dei Constructicon e gamba sinistra di Devastator. Appare nel secondo Live Action Transformers - La vendetta del Caduto                                                            |
| Rostro                     | Hook                        | Glen                      | Autogrù gommata                                       | Neil Ross                                | |                                                                                     |                                         | Membro dei Constructicon e busto superiore di Devastator. Appare nel secondo Live Action Transformers - La vendetta del Caduto                                                           |
| Macigno                    | Long haul                   | Long haul                 | Autocarro con cassone ribaltabile                     | Gregg Berger                             | | Silvio Anselmo (Stagioni 1 e 2)                                                     |                                         | Membro dei Constructicon e busto inferiore di Devastator. Appare nel secondo Live Action Transformers - La vendetta del Caduto                                                           |
| Devastator                 | Devastator                  | Devastar                  |                                                       | Arthur Burghardt                         | |                                                                                     |                                         | Unione dei sei Constructicons (Escavators nella prima versione italiana ). Appare nel secondo Live Action Transformers - La vendetta del Caduto                                          |

## Nuovi Autobot Seconda stagione
| Autorobot (nome italiano) | Autobot (nome americano) | Cybertron (nome giapponese) | Trasformazione                            | Voce originale                           | Voce italiana storica        | Voce italiana DVD                                          | Note |
| Radio robot               | Blaster                  | Broadcast                   | Radio-Registratore stereo portatile       | Buster Jones                             | Angelo Nicotra (Stagione 3)  | Federico Di Pofi (The Movie), Gianandrea Muià (Stagione 3) | Nella serie Headmasters viene chiamato AudioBot                                                                   |
| Leo                       | Smokescreen              | Smokescreen                 | Datsun 280ZX                              | Jack Angel                               |                              |                                                            | |
| Giaguaro                  | Red Alert                | Alert                       | Lamborghini Countach Lp500s               | Michael Chain                            |                              |                                                            | |
| Puma                      | Tracks                   | Tracks                      | Chevrolet Corvette                        | Michael McConnohie                       |                              | Federico Di Pofi (Stagione 2)                              | Può volare aggiungendo ali alla sua trasformazione                                                                |
| Supervista                | Perceptor                | Perceptor                   | Microscopio                               | Paul Eiding                              | Sandro Sardone (Ep.44-65)    | Federico Di Pofi (Stagione 2)                              | Possiede anche una modalità carro armato                                                                          |
| Inferno                   | Inferno                  | Inferno                     | Autopompa Mitsubishi Fuso                 | Walker Edmiston                          |                              | Emiliano Reggente (Stagione 2)                             | |
| Pulce                     | Beachcomber              | Beachcomber                 | Dune buggy                                | Alan Oppenheimer                         |                              | Vladimiro Conti (Serie TV)                                 | |
| Jumbo                     | Powerglide               | Powerglide                  | Caccia A10 warthog                        | Michael Chain                            |                              | Giorgio Locuratolo (Stagione 2)                            | |
| Boom Boom                 | Warpath                  | Warpath                     | Carro armato M551 Sheridan                | Alan Oppenheimer                         |                              | Silvio Anselmo (Stagione 2)                                | |
| Disco                     | Cosmos                   | Adams                       | Disco volante                             | Michael McConnohie                       |                              |                                                            | |
| Furetto                   | Skids                    | Skids                       | Utilitaria Honda City Turbo               | Michael Chain, Dan Gilvezan              |                              |                                                            | Appare nel secondo Live Action Transformers - La vendetta del Caduto                                              |
| Bufalo                    | Hoist                    | Hoist                       | Carro attrezzi Toyota 4WD Hilux           | Michael Chain                            |                              |                                                            | |
| Elica                     | Seaspray                 | Seaspray                    | Hovercraft                                | Alan Oppenheimer                         |                              |                                                            | |
| Megarobot                 | Omega Supreme            | Omega Supreme               | Base di difesa                            | Jack Angel                               | Gabriele Carrara             |                                                            | Come base di difesa è diviso in 3 parti: un missile, un carro armato e una base missilistica                      |
| Alfa Trion                | Alpha Trion              | Alpha Trion                 | non conosciuta                            | John Stephenson, Corey Burton, Tony Pope |                              | Giovanni Petrucci (Stagione 2)                             | Appartiene alla prima generazione di Autobot, è il creatore di Optimus Prime e Elita One appare in transformers 3 |
| Elita Uno                 | Elita One                | Elita One                   | Auto Cybertroniana                        | Marlene Aragon                           |                              |                                                            | Capo delle donne Autorobot, c'è una relazione sentimentale tra lei e Optimus Prime                                |
| Chromia                   | Chromia                  | Chromia                     | Auto Cybertroniana                        | Linda Gary                               |                              |                                                            | Seconda in comando tra le donne Autobot, c'è una relazione sentimentale tra lei e Ironhide                        |
| Firestar                  | Firestar                 | Firestar                    | Autocarro Cybertroniano                   | Morgan Lofting                           | Susanna Fassetta             |                                                            | Donna Autobot, c'è una relazione sentimentale tra lei e Inferno                                                   |
| Moonracer                 | Moonracer                | Moonracer                   | Auto Cybertroniana                        | Morgan Lofting                           |                              |                                                            | Donna Autobot, c'è una relazione sentimentale tra lei e Powerglide                                                |
| Radiant                   | Silverbolt               | Silverbolt                  | Concorde                                  | Charlie Adler                            | Stefano Mondini              | Dario Sansalone (Stagione 3 e 4)                           | Capo degli Aerialbots e parte centrale di Superion - viene chiamato Radiant nella serie Headmasters               |
| Tornado                   | Air raid                 | Air raider                  | F-15 Eagle                                | Rob Paulsen                              |                              |                                                            | Membro degli Aerialbots e arto di Superion                                                                        |
| Vertic                    | Slingshot                | Sling                       | AV-8B Harrier II                          | Rob Paulsen                              | Giorgio Locuratolo           | Germano Basile (Stagione 2)                                | Membro degli Aerialbots e arto di Superion                                                                        |
| Log                       | Skydive                  | Skydive                     | Caccia F-16                               | Laurie Faso                              |                              | Daniele Raffaeli (Stagione 2)                              | Membro degli Aerialbots e arto di Superion                                                                        |
| Optor                     | Firefight                | Firebolt                    | Cacciabombardiere F-4 Phantom II          | Jeff Mackay                              |                              |                                                            | Membro degli Aerialbots e arto di Superion                                                                        |
| Pentajet                  | Superion                 | Pentajet                    |                                           | Frank Welker, Ed Gilbert                 |                              | Silvio Anselmo (Stagione 2)                                | Unione dei cinque Aerialbots - Nella serie 2010 viene chiamato Pentajet                                           |
| Drago                     | Hot Spot                 | Hot Spot                    | Autopompa Mitsubishi Fuso                 | Dan Gilvezan                             |                              |                                                            | Capo dei Protectobot e parte centrale di Defensor                                                                 |
| Phantom                   | Streetwise               | Streetwise                  | Auto della polizia Nissan 300ZX           | Peter Cullen                             |                              |                                                            | Membro dei Protectobot e arto gamba sinistra di Defensor                                                          |
| Chips                     | Groove                   | Groove                      | Moto della polizia Honda Gold Wing        | Frank Welker                             |                              | Vladimiro Conti (Stagione 2)                               | Membro dei Protectobot e arto gamba destra di Defensor                                                            |
| Rasor                     | Blades                   | Graze                       | Elicottero d'emergenza Bell UH-1 Iroquois | Frank Welker                             |                              |                                                            | Membro dei Protectobot e arto braccio destro di Defensor                                                          |
| Sirena                    | First aid                | First aid                   | Ambulanza                                 | Michael Bell                             | Massimo Corizza (Stagione 3) |                                                            | Membro dei Protectobot e arto braccio sinistro di Defensor                                                        |
| Defensor                  | Defensor                 | Guardian                    |                                           | Chris Latta                              |                              | Vladimiro Conti (Stagione 2)                               | Unione dei cinque Protectobot - Viene chiamato Guardian nella serie Headmasters                                   |

## Nuovi Decepticon Seconda stagione
| Distructor (nome italiano) | Decepticon (nome americano) | Destrons (nome giapponese) | Trasformazione                    | Voce originale                                            | Voce italiana storica | Voce italiana DVD               | Note |
| Micro                      | Buzzsaw                     | Buzzsaw                    | Cassetta                          | Chris Latta                                               |                       |                                 | Ha le sembianze di un rapace robot; a parte il colore giallo, è identico a Laserbeak                                                                   |
| Sparviero                  | Dirge                       | Dirge                      | F-15 Eagle Modificato             | Bud Davis                                                 |                       |                                 | blu |
| Rapax                      | Thrust                      | Thrust                     | F-15 Eagle Modificato             | Ed Gilbert                                                |                       | Toni Orlandi (Stagione 2)       | rosso |
| Nibbio                     | Ramjet                      | Ramjet                     | F-15 Eagle Modificato             | Jack Angel                                                |                       |                                 | bianco |
| Triplex 1                  | Astrotrain                  | Astrotrain                 | Locomotiva a vapore/Space Shuttle | Jack Angel                                                | Gabriele Carrara      |                                 | Capace di tre trasformazioni |
| Triplex 2                  | Blitzwing                   | Blitzwing                  | Aereo MIG-25/Carro armato Type-74 | Ed Gilbert                                                |                       |                                 | Capace di tre trasformazioni |
| Barracuda                  | Motormaster                 | Motormaster                | Autoarticolato Kenworth K100      | Roger C. Carmel                                           | Stefano Mondini       |                                 | Capo degli Stunticons e corpo centrale di Ultrax |
| Caimano                    | Breakdown                   | Breakdown                  | Lamborghini Countach              | Alan Oppenheimer, Jack Angel                              |                       | Vladimiro Conti (Stagione 2)    | Membro degli Stunticons e arto di Ultrax |
| Cobra                      | Dead end                    | Dead end                   | Porsche 928                       | Philip L. Clarke                                          |                       |                                 | Membro degli Stunticons e arto di Ultrax |
| Iguana                     | Drag strip                  | Drag stripe                | Auto da Formula 1 Tyrrell P34     | Ron Gans                                                  |                       | Daniele Raffaeli (Stagione 2)   | Membro degli Stunticons e arto di Ultrax |
| Squalo                     | Wildrider                   | Wildrider                  | Ferrari 308 GTB                   | Terry McGovern                                            |                       |                                 | Membro degli Stunticons e arto di Ultrax |
| Ultrax (Pentacar)          | Menasor                     | Menasor                    |                                   | Regis Cordic, Roger C. Carmel                             |                       | Toni Orlandi (Stagione 2)       | Unione dei cinque Stunticons - Nella serie 2010 viene chiamato Menasor                                                                                 |
| Destroyer                  | Onslaught                   | Onslaught                  | Semovente d'artiglieria           | S. Marc Jordan (stagione 2 e 3), Steve Bulen (stagione 4) |                       |                                 | Capo dei Combacticons e corpo centrale di Bruticus |
| Bomber                     | Brawl                       | Brawl                      | Leopard 1                         | Tony St. James                                            |                       |                                 | Membro dei Combacticons e arto gamba sinistra di Bruticus - Appare nel Film live action dove viene erroneamente menzionato con il nome di "Devastator" |
| Crasher                    | Swindle                     | Swindle                    | Jeep Wrangler                     | Johnny Haymer                                             |                       | Fabrizio Palma (Stagione 3 e 4) | Membro dei Combacticons e arto gamba destra di Bruticus                                                                                                |
| Exploder                   | Blast off                   | Blast off                  | Space Shuttle                     | Milt Jamin                                                |                       |                                 | Membro dei Combacticons e arto braccio destro di Bruticus                                                                                              |
| Vortex                     | Vortex                      | Bolter                     | Elicottero SH-2 Seasprite         | Johnny Haymer                                             |                       | Santo Verduci (Stagione 3 e 4)  | Membro dei Combacticons e arto braccio sinistro di Bruticus                                                                                            |
| Multiforce                 | Bruticus                    | Bruticus                   |                                   | Roger C. Carmel                                           |                       |                                 | Unione dei cinque Combacticons |

## Nuovi Autobot Terza stagione
| Autorobot (nome italiano) | Autobot (nome americano) | Cybertron (nome giapponese) | Trasformazione                                                          | Voce originale                                         | Voce italiana storica                                                           | Voce italiana DVD                                               | Note |
| Folgore                   | Hot Rod                  | Hot Rodimus                 | Auto da corsa modificata Cybertroniana, simile a una Dome Zero          | Judd Nelson (The Movie), Richard Gautier (Serie TV)    | Stefano Mondini (Serie TV)                                                      | Christian Iansante (The Movie), Daniele Crasti (Serie TV)       | Viene scelto dalla stessa Matrice del Comando come successore di Commander - Viene chiamato Hot Rod nel lungometraggio. Durante la serie appare solo tre altre volte in questa forma. Compare nel film Transformers: The Last Knight.                                         |
| Captain                   | Rodimus Prime            | Rodimus Convoy              | camion futuristico                                                      | Judd Nelson (The Movie), Richard Gautier (Serie TV)    | Stefano Mondini (Serie TV)                                                      | Christian Iansante (The Movie), Daniele Crasti (Serie TV)       | È la versione di Hot Rod potenziata in seguito all'acquisizione della Matrice del comando |
| Blitz                     | Kup                      | Cha                         | Pick-up Cybertroniano                                                   | Lionel Stander (The Movie), John Stephenson (Serie TV) | Giorgio Locuratolo (Ep.72), Toni Orlandi (The Movie)                            | Claudio Mirabile (Serie TV), Mario Bombardieri (The Movie)      | Veterano Autobot, viene chiamato Kup nel lungometraggio e Char nella serie Headmasters - spesso cita o narra avventure di cui è stato protagonista |
| Bora                      | Springer                 | Sprung                      | Auto Cybertroniana/Elicottero futuristico                               | Neil Ross                                              | Massimo Corizza (Serie TV)                                                      | Gianandrea Muia' (Serie TV), Germano Basile (The Movie)         | Capace di tre trasformazioni ed abile con la spada - Possibilmente ha una relazione con la donna Autorobot Arcee - Nel lungometraggio viene chiamato Springer e saltuariamenre Bora nella serie TV                                                                            |
| Convoy                    | Ultra Magnus             | Ultra Magnus                | Autoarticolato Freightliner FLT COE doppio asse con rimorchio a bisarca | Robert Stack (The Movie), Jack Angel (Serie TV)        | Gabriele Carrara (Ep.66-87), Sandro Sardone (Ep.88-95), Elio Zamuto (The Movie) | Massimiliano Mastroeni (Serie TV), Pierluigi Astore (The Movie) | Era stato scelto originariamente da Commander come successore nel custodire la Matrice del comando - Nel lungometraggio viene chiamato Ultra Magnus |
| Saturnia                  | Arcee                    | Arcee                       | Auto Cybertroniana convertibile                                         | Susan Blu                                              | Emanuela Fallini (Serie TV)                                                     | Chiara Lucia Preziosi (Serie TV)                                | Donna Autorobot, amica di Folgore e Bora - Nella serie Headmasters viene chiamata Saturnia - Nel secondo Live Action Transformers - La vendetta del Caduto è riproposta sotto forma di motocicletta                                                                           |
| Flash                     | Blurr                    | Blurr                       | Auto Cybertroniana                                                      | John Moschitta, Jr.                                    | Massimo Corizza (Serie TV)                                                      | Andrea Rotolo (Serie TV)                                        | È l'autorobot di terra più veloce in assoluto, parla e si muove in maniera frenetica - Nel lungometraggio viene chiamato Blurr |
| Scooter                   | Wheelie                  | Wheelie                     | Auto Cybertroniana                                                      | Frank Welker                                           | Davide Lepore (Serie TV)                                                        | Giovanni Pizzigoni (Serie TV)                                   | Viene chiamato Saetta nel lungometraggio - nel doppiaggio originale parlava in rima - Un suo omonimo appare nel secondo Live Action Transformers - La vendetta del Caduto sotto forma di auto radiocomandata al servizio dei Decepticons                                      |
| Chopper                   | Wreck-Gar                | Wreck-Gar                   | Motocicletta aliena                                                     | Eric Idle (The Movie), Tony Pope (Serie TV)            | Mario Milita (Serie TV)                                                         | Federico Di Pofi(The Movie)                                     | Leader della tribù dei Junkion, dei transformers che popolano la discarica di rifiuti spaziali chiamata Junk - apparentemente indistruttibili e dotati di incredibili poteri di riparazione                                                                                   |
| Fender                    | Steeljaw                 | Steeljaw                    | Cassetta                                                                | Frank Welker                                           |                                                                                 |                                                                 | Uno dei guerrieri di Radiorobot - Ha le sembianze di un leone robot |
| Cuneo                     | Ramhorn                  | Armhorn                     | Cassetta                                                                | John Hostetter                                         |                                                                                 |                                                                 | Uno dei guerrieri di Radiorobot - Ha le sembianze di un rinoceronte robot - Viene chiamato Striker nella serie Headmasters, e non esiste il nome Cuneo, se non in qualche manuale dei fumetti in Italia dei Transformers                                                      |
| Catapulta                 | Eject                    | Eject                       | Cassetta                                                                |                                                        |                                                                                 |                                                                 | Uno dei guerrieri di Radiorobot - gemello di Rewind |
| Rewind                    | Rewind                   | Rewind                      | Cassetta                                                                | Townsend Coleman                                       |                                                                                 |                                                                 | Uno dei guerrieri di Radiorobot - gemello di Catapulta |
| Mistral                   | Broadside                | Broadside                   | Portaerei/ cacciabombardiere                                            | Bill Martin                                            |                                                                                 |                                                                 | Autorobot di grandi dimensioni capace di tre trasformazioni e di trasportare altri robot. |
| Outback                   | Outback                  | Outback                     | Jeep Land Rover                                                         | Dan Gilvezan, Gregg Berger                             | Davide Lepore                                                                   |                                                                 | |
| Roccia                    | Pipes                    | Pipes                       | Truck minidiesel                                                        | Hal Rayle                                              |                                                                                 | Santo Verduci                                                   | Capo della guarnigione di mini autorobot a guardia della base nel vulcano fino all'attacco di Tripticon |
| Guardian                  | Metroplex                | Metroflex                   | Città/Stazione da battaglia                                             | Bud Davis                                              | Roberto Del Giudice                                                             |                                                                 | Gigantesca base Autorobot capace di tre trasformazioni - antagonista di Tripticon |
| Argon                     | Sky lynx                 | Lynx                        | Space Shuttle                                                           | Aron Kincaid                                           | Piero Tiberi, Sandro Sardone                                                    |                                                                 | Da mostro si divide in due corpi, uno di Lince Robot e l'altro di Pterodattilo - Abile e intelligente, ama vantarsi delle proprie qualità - Spesso usato come mezzo di trasporto degli Autorobot - Non possiede una modalità robotica umanoide e parla in accento britannico. |
| Ghibli                    | Sandstorm                | Sandstorm                   | Elicottero SH-3 Seaking/dune buggy                                      | Jerry Houser                                           |                                                                                 |                                                                 | Capace di tre trasformazioni, una o due volte è chiamato "Ghibli" in Italia - Originario della dimenticata e pacifica colonia cybertroniana di Paradron - Insolitamente, è anche amico personale del Distructor Triplex 3.                                                    |
| Scatterbot                | Scattershot              | Scattershot                 | Astronave Cybertroniana/Stazione da battaglia                           | Stephen Keener                                         |                                                                                 |                                                                 | Capace di tre trasformazioni - Capo dei Technorobot e corpo centrale di Computron - La versione giocattolo portava il nome di Scatterbot |
| Radarbot                  | Afterburner              | Afterburner                 | Motocicletta Cybertroniana                                              | Jim Cummings                                           |                                                                                 |                                                                 | Membro dei Technorobot e braccio sinistro di Computron - La versione giocattolo portava il nome di Radarbot |
| Rocketbot                 | Strafe                   | Strafe                      | Cacciabombardiere Spaziale Cybertroniano                                | Steve Bulen                                            |                                                                                 |                                                                 | Membro dei Technorobot e braccio destro di Computron - La versione giocattolo portava il nome di Rocketbot |
| Starbot                   | Lightspeed               | Lightspeed                  | Automobile Cybertroniana                                                | Danny Mann                                             |                                                                                 |                                                                 | Membro dei Technorobot e gamba sinistra destro di Computron - La versione giocattolo portava il nome di Starbot |
| Argobot                   | Nosecone                 | Nosecone                    | Trivella Cybertroniana                                                  | David Workman                                          |                                                                                 |                                                                 | Membro dei Technorobot e gamba destra di Computron - La versione giocattolo portava il nome di Argobot |
| Computron                 | Computron                | Computicon                  |                                                                         | Bert Kramer                                            |                                                                                 |                                                                 | Unione dei cinque Technorobot - il robot combinabile più intelligente in assoluto - deve la sua creazione al capo dei Dinorobot, "Tiran", che lo ha costruito all'interno dei resti di Unicron                                                                                |
| Spy/ Ultraspy             | Punch/ Counterpunch      | Spacepunch/Counterpunch     | Pontiac Fiero                                                           | John Moschitta, Jr.                                    |                                                                                 |                                                                 | Autorobot Spia, la versione in incognito che usa con i Distructors è Ultraspy |
| Goldbug                   | Goldbug                  | Goldback                    | Volkswagen Maggiolino                                                   | Dan Gilvezan                                           |                                                                                 |                                                                 | Versione di Maggiolino ricostruita da un Quintessenziano - Membro dei sei Racerbot - noto anche come "Wagenbot" |

## Nuovi Decepticon Terza stagione
| Distructor (nome italiano) | Decepticon (nome americano) | Destron (nome giapponese) | Trasformazione                                                                                        | Voce originale                                     | Voce italiana storica                                                         | Voce italiana DVD                                      | Note |
| Galvatron                  | Galvatron                   | Galvatron                 | Cannone Cybertroniano                                                                                 | Leonard Nimoy (The Movie), Frank Welker (Serie TV) | Piero Tiberi (serie TV), Angelo Nicotra (serie TV), Mario Zucca (Headmasters) | Romano Malaspina (The Movie), Santo Verduci (Serie TV) | Versione di Megatron ricostruita e potenziata da Unicron. Appare nel quarto film Live Action |
| Ciclone                    | Cyclonus                    | Cyclonus                  | Jet Cybertroniano                                                                                     | Roger C. Carmel, Jack Angel                        | Carlo Allegrini (Serie TV)                                                    |                                                        | È il fedelissimo luogotenente di Galvatron creato da Unicron modificando Skywarp |
| Sheriff                    | Scourge                     | Scourge                   | Jet Cybertroniano                                                                                     | Stanley Jones                                      | Mario Milita (Serie TV)                                                       |                                                        | Servo di Galvatron creato da Unicron; comanda un esercito di cloni incrociatori da lui indistinguibili; prima era Thundercracker                                                                                        |
| Incrociatori               | Sweeps                      | Sweeps                    | Jet Cybertroniani                                                                                     | Attori Vari                                        |                                                                               | Santo Verduci (Serie TV)                               | Servi di Galvatron creati da Unicron, cloni indistinguibili da Scourge, prima erano gli Insecticons |
| Triplex 3                  | Octane                      | Octane                    | Autocisterna/Boeing 767                                                                               | Beau Weaver                                        |                                                                               | Giulio Fassina                                         | Capace di tre trasformazioni (camion cisterna, aereo di linea, robot) - È amico dell'autorobot Ghibli |
| Trypticon                  | Trypticon                   | Trypticon                 | Città/Stazione da battaglia                                                                           | Brad Garrett                                       | Gabriele Carrara                                                              |                                                        | Ha l'aspetto di un enorme Tirannosauro simile a Godzilla - Capace di tre trasformazioni - Viene chiamato Dinosaurer nella serie Headmasters - non possiede una modalità robotica umanoide                               |
| Zannar                     | Razorclaw                   | Razorclaw                 | Leone meccanico                                                                                       | Joe Leahly                                         |                                                                               |                                                        | Capo dei Predacons - forma il corpo centrale di Predaking |
| Falcon                     | Divebomb                    | Divebomb                  | Aquila meccanica                                                                                      | Laurie Faso                                        |                                                                               |                                                        | Membro dei Predacons -forma un braccio di Predaking |
| Rinox                      | Headstrong                  | Headstrong                | Rinoceronte meccanico                                                                                 | Ron Feinberg                                       |                                                                               |                                                        | Membro dei Predacons - forma una gamba di Predaking |
| Felin                      | Rampage                     | Rampage                   | Tigre meccanica                                                                                       | Laurie Faso                                        |                                                                               |                                                        | Membro dei Predacons - forma un braccio di Predaking - un suo omonimo appare nel secondo Live Action Transformers - La vendetta del Caduto sotto forma di bulldozer rosso (giallo nella versione giocattolo originale). |
| Torox                      | Tantrum                     | Tantrum                   | Toro meccanico                                                                                        | Philip L. Clarke                                   |                                                                               |                                                        | Membro dei Predacons - forma una gamba di Predaking |
| Predaking                  | Predaking                   | Predaking                 | | Bud Davis                                          |                                                                               |                                                        | Unione dei cinque Predacons (Animatrons nella serie Headmasters e nel doppiaggio nipponico) - il Distructor combinabile più potente ed efficiente                                                                       |
| Diablo                     | Runabout                    | Runabout                  | Lotus Esprit                                                                                          | Roger Behr                                         |                                                                               |                                                        | Primo dei due Battlecharger |
| Venelix                    | Runamuck                    | Runamuck                  | Pontiac Firebird Trans Am                                                                             | Roger Behr                                         |                                                                               |                                                        | Secondo dei due Battlecharger |
| Grifobot                   | Hun-Gurrr                   | Hun-Gruu                  | Drago robotico a due teste                                                                            | Marshall Efron e Stephen Keener                    |                                                                               |                                                        | Capo dei Terrorcons e corpo centrale di Abominius |
| Spectrobot                 | Blot                        | Blot                      | Orco robotico (Descritto come un non specificato "mostro" nelle istruzioni della versione giocattolo) | Tony St. James                                     |                                                                               |                                                        | Membro dei Terrorcons e arto di Abominius |
| Battlebot                  | Rippersnapper               | Rippersnapper             | Squalo terrestre robotico (Descritto come "lucertola" nelle istruzioni della versione giocattolo)     | Jim Cummings                                       |                                                                               |                                                        | Membro dei Terrorcons e arto di Abominius - La versione giocattolo portava il nome di Battlebot |
| Bifronbot                  | Sinnertwin                  | Sinnertwin                | Cane a due teste robotico                                                                             | Jared Barclay e David Workman                      |                                                                               |                                                        | Membro dei Terrorcons e arto di Abominius - La versione giocattolo portava il nome di Bifronbot |
| Crudelbot                  | Cutthroat                   | Cutthroat                 | Pterodattilo robotico                                                                                 | Tony St. James                                     |                                                                               |                                                        | Membro dei Terrorcons e arto di Abominus |
| Tundertron                 | Abominius                   | Abominius                 | | Jim Gosa                                           |                                                                               |                                                        | Unione dei cinque Terrorcons - noto come "Tundertron" nella versione giocattolo |
| Slugfest                   | Slugfest                    | Slugfest                  | Cassetta                                                                                              | Frank Welker                                       |                                                                               |                                                        | Uno dei guerrieri di Memor - Ha le sembianze di uno stegosauro |
| Overkill                   | Overkill                    | Overkill                  | Cassetta                                                                                              | Frank Welker                                       |                                                                               |                                                        | Uno dei guerrieri di Memor - Ha le sembianze di un ceratosauro |
| Stridek                    | Ratbat                      | Ratbat                    | Cassetta                                                                                              | Chris Latta                                        |                                                                               |                                                        | Uno dei guerrieri di Memor - Ha le sembianze di un pipistrello robot |

## Nuovi Autobot Quarta stagione
| Autorobot (nome italiano) | Autobot (nome americano) | Cybertron (nome giapponese) | Trasformazione                    | Voce originale | Voce italiana DVD | Note                                                    |
| Gemini                    | Fastlane                 | Fastlane                    | Dragster Cybertroniano            | Rob Paulsen    |                   | Gemello di Booster, di cui condivide l'aspetto robotico |
| Booster                   | Couldraker               | Couldraker                  | Jet Cybertroniano                 | Danny Mann     |                   | Gemello di Gemini, di cui condivide l'aspetto robotico  |
| Scoutbot                  | Chase                    | Chase                       | Ferrari Testarossa                | Danny Mann     |                   | Membro dei sei Racerbot                                 |
| Saterbot                  | Freeway                  | Runway                      | Chevrolet Corvette                | Danny Mann     |                   | Membro dei sei Racerbot                                 |
| Trollbot                  | Rollbar                  | Rollbar                     | Jeep Wrangler                     | Dan Gilvezan   |                   | Membro dei sei Racerbot                                 |
| Strobobot                 | Searchlight              | Looklight                   | Ford RS 200                       | Steve Bulen    |                   | Membro dei sei Racerbot                                 |
| Rollerbot                 | Wideload                 | Wideload                    | Autocarro da lavoro               | Corey Burton   |                   | Membro dei sei Racerbot                                 |
| Duobot                    | Chromedome               | Chromedome                  | Automobile Cybertroniana          |                |                   | Headmaster - il suo "pilota" compagno è Stylor          |
| Goblin                    | Brainstorm               | Brainstorm                  | Jet Cybertroniano                 |                |                   | Headmaster - il suo "pilota" compagno è Arcana          |
| Cruiserbot                | Highbrow                 | Highbrow                    | Elicottero Cybertroniano          |                |                   | Headmaster - il suo "pilota" compagno è Gort            |
| Blindobot                 | Hardhead                 | Hardhead                    | Carro armato Cybertroniano        |                |                   | Headmaster - il suo "pilota" compagno è Duros           |
| Fortress                  | Cerebros                 | Fortress                    | Testa di Fortress Maximus         |                |                   | Headmaster - il suo "pilota" compagno è Spike Witwicky  |
| Sibilo                    | Pointblank               | Pointblank                  | Auto-razzo Cybertroniana          |                |                   | Il suo compagno Targetmaster è Peacemaker               |
| Dragster                  | Sureshot                 | Sureshot                    | Dune Buggy Cybertroniana          |                |                   | Il suo compagno Targetmaster è Spoilsport               |
| Cross                     | Crosshairs               | Crosshairs                  | All-terrain vehicle Cybertroniano |                |                   | Il suo compagno Targetmaster è Pinpointer               |

## Nuovi Decepticon Quarta stagione
| Distructor (nome italiano) | Decepticon (nome americano) | Destrons (nome giapponese) | Trasformazione                                                                          | Voce originale | Voce italiana DVD | Note                                                                             |
| Roboclon                   | Pounce                      | Pounce                     | Puma meccanico                                                                          | Stan Jones     |                   | È il clone di Wingspan                                                           |
| Rapax                      | Wingspan                    | Wingspan                   | Aquila meccanica                                                                        | Peter Cullen   |                   | È il clone di Pounce                                                             |
| Iperbot                    | Sixshot                     | Sixshot                    | Jet Cybertroniano/Auto Cybertroniana/Pistola laser/Lupo alato/Carroarmato Cybertroniano |                |                   | Capace di ben sei trasformazioni                                                 |
| Pipistrello                | Mindwipe                    | Wipe                       | Pipistrello meccanico                                                                   | Stephen Keener |                   | Headmaster - Il suo "pilota" compagno è Vorath                                   |
| Spaccaossa                 | Skullcruncher               | Skull                      | Coccodrillo meccanico                                                                   |                |                   | Headmaster - il suo "pilota" compagno è Grax                                     |
| Lupo                       | Weirdwolf                   | Weirdwolf                  | Lupo meccanico                                                                          |                |                   | Headmaster - il suo "pilota" compagno è Monzo                                    |
| Tagor                      | Apeface                     | Apeface                    | Gorilla meccanico/Jet Cybertroniano                                                     | Dick Gautier   |                   | Headmaster - Il suo "pilota" compagno è Spasma - È capace di tre trasformazioni, |
| Tifon                      | Snapdragon                  | Snapdragon                 | Tirannosauro meccanico/Jet Cybertroniano                                                | Dan Gilvezan   |                   | Headmaster - Il suo "pilota" compagno è Krunk - È capace di tre trasformazioni   |
| Proteus                    | Slugslinger                 | Slugslinger                | Jet Cybertroniano                                                                       | Peter Cullen   |                   | Il suo compagno Targetmaster è Caliburst                                         |
| Efestus                    | Triggerhappy                | Triggerhappy               | Jet Cybertroniano                                                                       | Charlie Adler  |                   | Il suo compagno Targetmaster è Blowpipe                                          |
| Aletto                     | Misfire                     | Misfire                    | Jet cybertroniano                                                                       | Stan Jones     |                   | Il suo compagno Targetmaster è Aimless                                           |